# 中國老行業
中国老行业指的是源自旧中国民间社会的传统行业，粗略可以分为渔农、工匠、商贩、杂耍、曲艺、饮食、交通等各种行业。
中国始于西周时期，已有四民之划分，各司其职。 唐宋时期，工商社会阶级有所提高，开始有了「团」、「行」、「市」、「作」的行业组织。 社会中的各行各业，又有三十六行、七十二行、一百二十行、三百六十行之细分。

## 行業與江湖
中国传统行业不计其数，通常概括为三十六行，手工匠坊也有「九老十八匠」的统称。各行各业走南闯北，又有「江湖八大门」之说。
民间《鲁班书》有谓「金皮漂澄，风火雀要，财马利誇，每个字分管六门，共七十二门，每门分管五行，共三百六十行。」此话的前八个字，即是俗谓「江湖八门」。
雲游客《江湖丛谈》谓「金皮彩掛，平团调柳」为八门生意，各门有各自的领袖。庸人《闲话八大门头》谓江湖之中有「惊疲飘册，风火爵要」八门，称为八大门头。

## 行業與民間信仰
中国一些传统行业已经被时代淘汰，另一些行业被继承下来，不同行业有各自的祭祀组织，定期筹备公款进行酬神活动。

### 行業神
行业神是中国民间信仰的一种特色，各行各业都有自己供奉的行业神或祖师爷。20世纪上半叶，刘佳崇璋做过一项田野调查，发表为《北平各行祖师调查记略》，被誉为是「专门将祖师爷作为一个单独的题目进行调查研究的首创者」。

### 财神
财神是中国商贾贩夫都会崇拜的神明，又可分为「文财神」、「武财神」和「五路财神」，不同要求的行业有不同的崇拜对象。

### 中元普渡
每逢农历七月，中国闽南地区、香港、台湾及东南亚等地盛行中元普渡，普渡可以分为「公普」和「私普」两种，由行业组织举办的公普，称之为「行业普」。

## 消逝与创新
不同地方有不同特色的传统行业，许多传统手工行业随着时代演进，正在逐渐消失。 一些行业结合技术革新，进行整合和转型发展； 另一些行业结合旅游和文化创意，继续传承。

## 海外华人行业
18世纪至19世纪，有许多华民开始移居海外，也将家乡的谋生技艺带到海外。非沃恩（J. D. Vaughan）于1879年撰写的《海峡殖民地华人的风俗习惯》（The Manners and Customs of the Chinese of the Straits Settlements），记述逾百种华人行业。

## 行業名數
三姑六婆
古代妇女从事的行业。三姑者，尼姑、道姑、卦姑；六婆者，牙婆、媒婆、師婆、虔婆、藥婆、穩婆。
三教九流
比喻社会复杂。三教者，儒、释、道；九流者，有上九流、中九流、下九流之区分，历代说法不一。
五花八门
泛指各行各业。五花者，金菊花、木棉花、水仙花、火棘花、水牛花；八门者，金、皮、彩、掛、平、团、调、柳，各地说法不一。
五行八作
泛指各行各业。五行者，车、船、脚、商铺、衙役；八作者，金、银、铜、铁、锡、木、瓦、石，各地说法不一。
九老（佬）十八匠
泛指手工巧匠。九老者，剔脚、剃头、阉割，补锅、錾磨、摆渡、杀猪、摸鱼、打枪；十八匠者，金、银、铜、铁、锡、木、瓦、窑、石、漆、弹、篾、染、画、雕、酒、箍、皮等，各地说法不一。
七十二寡门
泛指偏门行当。
三十六行
三十六者，中国古人惯用的基数，比喻数目众多。
七十二行
七十二者，三十六之倍数。
一百二十行
一百二十者，三百六十除三之数，可视之为三十六的相关数字。
三百六十行
三百六十者，三十六之十倍数。

## 另見
- 传统产业
- 百年老店
- 三行
- 外八行
- 老九门
- 偏门
- 千门